# John Gibbon
Pour les articles homonymes, voir Gibbon (homonymie).
John Gibbon (né le 20 avril 1827 à Holmesburg, État de Pennsylvanie, et mort le 6 février 1896 à Baltimore, État du Maryland) est un major général de l'Union. Il est enterré dans le cimetière national d'Arlington, État de Virginie.

## Avant la guerre
La famille de John Gibbon déménage en Caroline du Nord dans la ville de Charlotte. John Gibbon sort diplômé de West Point en 1847.
Il est breveté second lieutenant le 1er juillet 1847 dans le 3rd U.S. Artillery et est promu à ce grade le 13 septembre 1847 dans le 4th U.S. Artillery. Il participe à la guerre américano-mexicaine et aux guerres séminoles. Il est affecté, pendant cinq ans, à West Point en tant qu'instructeur d'artillerie.
Il est promu premier lieutenant le 12 septembre 1850.
Il est promu capitaine le 2 novembre 1859. Il est affecté à fort Leavenworth au sein du 4th U.S. Artillery. En 1860, il écrit le « manuel d'artillerie », publié par le département de la guerre.

## Guerre de Sécession
Alors que trois de ses frères s'engagent dans l'armée confédérée, John Gibbon reste fidèle à l'Union. Le général Irvin McDowell, reconnaissant les compétences d'artilleur de Gibbon, en fait son chef de l'artillerie en octobre 1861. Il est nommé brigadier général des volontaires le 2 mai 1862. Il commande une brigade composée des deux régiments : 1st Indiana Infantry et 3rd Wisconsin Infantry. Pour renforcer le moral de ses hommes, il équipe sa brigade de chapeaux de feutre noir et de jambières blanches. La brigade deviendra la fameuse Black Hat Brigade. Il participe à la bataille de South Mountain. La brigade devient connue sous le surnom de « brigade de fer » (Iron Brigade).
Il prend le commandement d'une division sous les ordres du général John F. Reynolds au sein du Ier corps. Il est breveté commandant le 17 septembre 1862 pour bravoure et service méritoire lors de la bataille d'Antietam. Il participe à la bataille de Fredericksburg au cours de laquelle il est blessé. Il est breveté lieutenant-colonel le 13 décembre 1862 pour bravoure et service méritoire lors de la bataille de Fredericksburg.
Il est alors affecté à la 2e division du IIe corps commandé par le général Winfield Scott Hancock. Il est nommé major général des volontaires le 7 juin 1864. Il participe à la bataille de Gettysburg au cours de laquelle il est de nouveau blessé. Il dirige alors brièvement des projets de dépôts à Philadelphie et à Cleveland. Il reprend le commandement de sa division lors de l'Overland Campaign sous les ordres du général Ulysses S. Grant lors du siège de Petersburg. Il participe à la campagne d'Appomattox. Il fait partie de la commission qui reçoit la reddition du général Robert E. Lee. Le 13 mars 1865, il est breveté brigadier général pour bravoure et service méritoire lors de la bataille de Spotsylvania et major général pour les mêmes motifs lors du siège de Petersburg.

## Après la guerre
John Gibbon quitte le service actif des volontaires le 16 janvier 1866. Il est promu colonel du 36th U.S. infantry le 28 juillet 1866. Il combat alors les Amérindiens dans l'Ouest au sein de l'armée régulière. En 1876, il commande les troupes qui retrouveront les forces américaines après la bataille de Little Bighorn et qui enterrent George Armstrong Custer. Il est de nouveau blessé l'année suivante à la bataille de la Big Hole dans le Montana contre les Nez-Percés. Il est nommé brigadier général le 10 juillet 1885.
Il prend sa retraite le 20 avril 1891.
Il écrit « Personal Recollections of the Civil War ». Il commande l'« ordre militaire de la Loyal Legion ».
Il meurt le 6 février 1896 à Baltimore et est inhumé au cimetière national d'Arlington.

## Postérité
Les localités de Gibbon (Minnesota), Gibbon (Oregon), Gibbon (Nebraska) et Gibbon (Washington) sont nommées d'après lui.